# World Warped III Live
World Warped III Live è la terza compilation del Warped Tour.
Non contiene tracce registrate live durante il tour ma contiene lo stesso solamente dei live, registrati durante altri concerti.

## Tracce
1. Barroom Hero - 2:41 (Dropkick Murphys)
2. Lonesome - 4:22 (Unwritten Law)
3. Straight from the Jacket - 2:12 (No Use for a Name)
4. Liquor Store - 3:13 (Less Than Jake)
5. Sooner or Later - 1:16 (7 Seconds)
6. I'll Drink to That - 3:14 (The Mighty Mighty Bosstones)
7. Please Play This Song on the Radio - 2:26 (NOFX)
8. My Own Life - 2:49 (Long Beach Dub Allstars)
9. Better Sense - 2:51 (Hot Water Music)
10. Custer's Last 1 Nite Stand - 1:46 (Gob)
11. Rules - 1:35 (Pennywise)
12. Baby's Out on Bail - 3:05 (Amazing Crowns)
13. Tomorrow's Another Day - 3:12 (MxPx)
14. No Big Thing - 3:40 (Lit)
15. Walkin' Like Brando - 3:28 (Royal Crown Revue)
16. Cowboy Song - 4:40 (Supersuckers)
17. Dead Cell - 3:15 (Papa Roach)
18. Faster Than the World - 2:10 (H2O)
19. Dammit - 2:42 (blink-182)
20. D-Term Nation - 3:00 (Line)
21. Every Dog Has Its Day - 4:46 (Flogging Molly)
22. All Your Friends - 3:14 (One Man Army)
23. Throwin It Away - 2:20 (Lunachicks)
24. Hear It - 2:01 (Bad Religion)
25. New Kind of Army - 3:40 (Anti-Flag)